# Molière-Radius
Der Molière-Radius {\displaystyle R_{\text{m}}}, benannt nach Gert Molière, ist eine Materialkonstante und beschreibt die transversale, d. h. seitliche Ausdehnung eines elektromagnetischen Schauers, die hauptsächlich durch Vielfachstreuung hervorgerufen wird.
Der Radius ist definiert als:
{\displaystyle R_{\text{m}}={\frac {21\,{\text{MeV}}}{E_{\text{C}}}}X_{0}}
mit
- der kritischen Energie {\displaystyle E_{\text{C}}} des Materials
- dessen Strahlungslänge {\displaystyle X_{0}}.

Ist die Strahlungslänge als Massenbelegung angegeben, z. B. in Einheiten von {\displaystyle [{\text{g}}/{\text{cm}}^{2}]}, so muss sie durch die Dichte {\displaystyle \varrho } des Materials dividiert werden.
Die kritische Energie ist definiert als die Teilchenenergie, bei der der Energieverlust durch Bremsstrahlung gleich dem durch Ionisation ist:
{\displaystyle \left({\frac {{\text{d}}E}{{\text{d}}x}}\right)_{\text{Brems.}}=\left({\frac {{\text{d}}E}{{\text{d}}x}}\right)_{\text{Ionis.}}\qquad {\text{für }}E=E_{\text{C}}}
Eine Näherung für {\displaystyle E_{\text{C}}} stellt folgende Gleichung dar:
{\displaystyle E_{\text{C}}\approx {\frac {800\,{\text{MeV}}}{Z+1{,}2}}}
mit der Kernladungszahl {\displaystyle Z}.
In guter Näherung ist die (laterale, d. h. ebenfalls seitliche) Breite eines Schauers unabhängig von seiner Tiefe und damit seiner Energie. 90 % (95 %) der Energie wird innerhalb eines recht engen Schauerkerns deponiert, der mittels eines idealisierten Zylinders um die Schauerachse beschrieben werden kann. Dessen Radius wird abgeschätzt zu:
{\displaystyle R(90\,\%)=R_{\text{m}}} bzw.
{\displaystyle R(95\,\%)=2\,R_{\text{m}}}.
Der Molière-Radius wird vornehmlich bei der Entwicklung und Anwendung von Kalorimetern in der Teilchenphysik eingesetzt. Hierbei deutet ein kleiner Molière-Radius auf eine gute Schauerpositions-Auflösung hin, ebenso überlappen sich nahe Schauer nur geringfügig.